# (33810) Tangirala
1999 XZ156 (asteroide 33810) é um asteroide da cintura principal. Possui uma excentricidade de 0.06580580 e uma inclinação de 3.74766º.
Este asteroide foi descoberto no dia 8 de dezembro de 1999 por LINEAR em Socorro.